# Dursley
Dursley – miasto w Wielkiej Brytanii, w Anglii w hrabstwie Gloucestershire, położone na północno-wschodnim stoku wzgórza Stinchcombe Hill, 6 km od rzeki Severn. Miasto tworzy lokalna konurbację z Cam (łączna populacja 11 400 mieszkańców).

## Fakty o mieście
- Rodzina Dursleyów z powieści Harry Potter zawdzięcza swoje nazwisko nazwie miasta. Autorka, J.K. Rowling, mieszkająca w dzieciństwie w niedalekim Chipping Sodbury, odwiedzała to miasto w dzieciństwie z rodzicami i szczerze je nienawidziła – stąd nazwisko rodziny Dursleyów[1].

- Miasto miało w swej historii zamek – w 1153 roku.